# مانويلا كاي
مانويلا كاي (بالألمانية: Manuela Kay)‏ هي صحفية ألمانية، ولدت في 2 أبريل 1964 في برلين في ألمانيا.

## وصلات خارجية
- مانويلا كاي على موقع IMDb (الإنجليزية)
- مانويلا كاي على موقع قاعدة بيانات الفيلم (الإنجليزية)